# 北格朗德里维耶尔区
北格朗德里维耶尔区（法語：Arrondissement de Grande-Rivière-du-Nord）是海地的區，位於該國北部，由北部省負責管轄，面積204.5平方公里，海拔高度331米，2015年該區人口64,613，人口密度為每平方公里316人。